# Henri Queuille
Henri Queuille (Neuvic d'Ussel, 31 de marzo de 1884-París, 15 de junio de 1970) fue un político del Partido Republicano Radical y Radical Socialista francés que llegó a ser presidente del consejo en 3 ocasiones durante la Cuarta República Francesa.

## Biografía

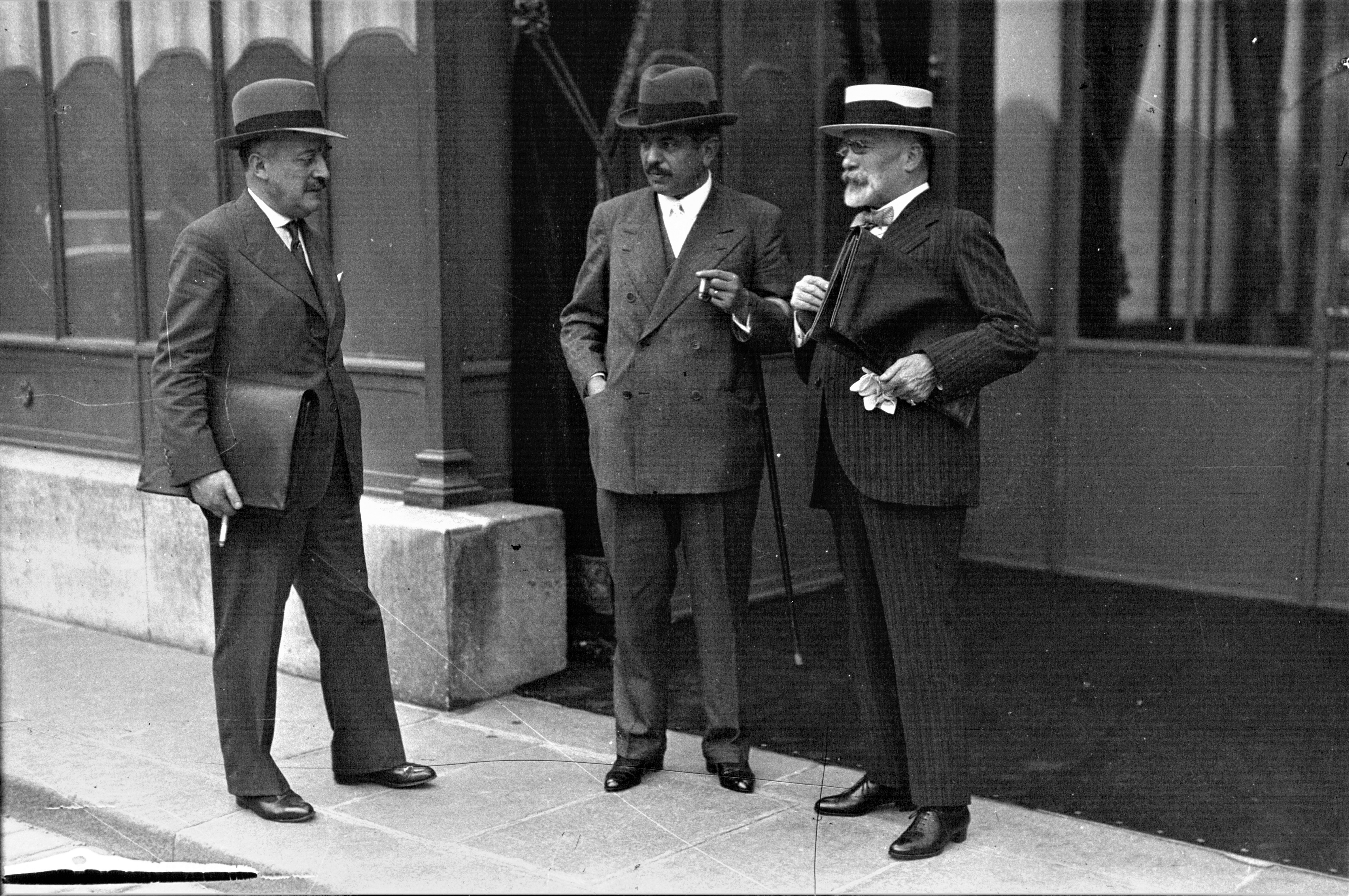
Queuille, a la izquierda, junto a Pierre Laval y Louis Barthou (1934).

Nacido el 31 de marzo de 1884 en Neuvic d'Ussel, estudió la carrera de Medicina en París. Diputado por Corrèze entre 1914 y 1935 y entre 1946 y 1958, se convirtió en senador en 1935. Durante la Tercera República fue ministro de Agricultura (1924-1925, 1926, 1930, 1932-1934, 1938-1940), de Salud Pública (1930-1931), de Salud Pública y Educación Física (1934-1935), de Obras Públicas (1937-1938) y de Abastecimiento (1940).
Queuille, que fue uno de los parlamentarios que se opuso a votar a favor de otorgar plenos poderes a Pétain, con la instauración del régimen de Vichy pasó a colaborar con la Resistencia hasta que se exilió en Londres en 1943.
Durante la Cuarta República, fue presidente del consejo —jefe de gobierno— entre 1948 y 1949, en 1950 y en 1951.
Al acceder a la Presidencia del Consejo en septiembre de 1948, en plena guerra fría, tuvo que hacer frente a una grave crisis económica y financiera y a una importante agitación social, con un gobierno formado por el MRP (demócratacristianos), radicales, socialistas y moderados.
Falleció  el 15 de junio de 1970 en París.